# 노란 반달문
《노란 반달문》은 1987년 3월 29일에 MBC TV에서 방영되었던 베스트셀러극장이다.

## 줄거리
어느 작은 마을의 여자중학교에 유나(신정아)라는 소녀가 서울에서 전학을 온다. 어머니(김애경)가 다방을 경영하는 유나는 귀여운 얼굴에 활달한 성격을 가지고 있으며 색감 짙은 의상 등으로 동급생들의 주목의 대상이 된다. 한편 이 여자중학교에 재학 중인 명희(김민희)는 원래 내성적인 성격 때문에 늘 외톨이로 지내고 있다. 그러나 명희는 유나의 등장에 호기심을 가지고 유나에게 접근하는데...

## 출연
- 김민희
- 신정아
- 고두심
- 김애경
- 이묵원
- 오승명
- 전숙
- 나정옥
- 정대홍
- 박병훈
- 박소현
- 김국현
- 강용규
- 문창근
- 강성환
- 김영석
- 한송이
- 심진수
- 임정원
- 박희연
- 안은선